# Vinícius de Moraes
Pour les articles homonymes, voir Cruz, Melo (homonymie) et De Moraes.
Vinícius de Moraes (IPA: [viˈnisjuʃ dʒi moˈɾajʃ], né le 19 octobre 1913 à Rio de Janeiro et mort le 9 juillet 1980 dans la même ville, Marcus Vinícius da Cruz de Mello Moraes de son nom complet, mais souvent appelé Vinícius, ou poetinha (« petit poète »), est un personnage clef de la musique brésilienne contemporaine. Comme poète, il a écrit les paroles de nombre de chansons devenues des classiques. Mais on lui doit aussi quelques mélodies et il se fit l'interprète de ses chansons. C'était en outre une personnalité très dynamique qui a encouragé de nombreux artistes à s'engager dans la chanson populaire de qualité.

## Biographie

### Débuts
Né dans une famille de musiciens, il s'est mis très tôt à composer de la poésie. À 14 ans, il se lia avec les frères Paulo et Haroldo Tapajós, composant avec ce dernier sa première chanson, Loura ou Morena.
En 1929, il s'inscrivit pour des études de droit à Rio. À partir de 1932, il écrivit les paroles de dix chansons qui furent enregistrées par les frères Tapajós. C'est à cette période qu'il rencontre l'écrivain Otávio de Faria (pt), qui le convainc de collaborer à la revue O Ordem, du Centro Dom Vital, une organisation catholique ultra-conservatrice.
Ses études finies, il fit publier ses livres Caminho Para a Distância (1933) et Forma e Exegese. Plus tard, il s'occupa de censure cinématographique pour le Ministère de la Santé et de l'Éducation (1935) et composa son troisième livre Ariana, a Mulher (1936).

### Études et débuts
Parti pour le Royaume-Uni en 1938 avec une bourse du gouvernement britannique pour étudier la littérature à Oxford, il écrivit Novos Poemas. Il se maria par procuration. Fuyant la Seconde Guerre mondiale, il revint à Rio en 1941 et se mit à écrire sur le cinéma dans des journaux et revues. C'est à cette époque qu'il eut l'idée de transposer le mythe d'Orphée et Eurydice dans une version moderne, dans les favelas et commença à écrire le livret de Orfeu da Conceição, pièce qui ne sera créée que des années après faute de temps et de financement. Deux ans plus tard, il rejoignit le corps diplomatique brésilien et publia Cinco Elegias. En 1946, on le nomma à Los Angeles comme vice-consul. Ce fut son premier poste diplomatique. Il publia Poemas, Sonetos e Baladas.
Il revint au Brésil en 1950, à la mort de son père. Sa première samba (composée avec le musicien Antônio Maria) fut Quando Tu Passas por Mim en 1953, l'année où il se rendit en France comme second secrétaire d'ambassade. C'est à Paris qu'il rencontra le producteur Sacha Gordine et lui présenta ce livret démarré plus de 10 ans auparavant, imaginant un Orphée Noir. Le livret d'Orfeu da Conceição remporta le premier prix du concours de théâtre à l'occasion du quatrième centenaire de la ville de São Paulo, puis eut une version publiée dans la revue Anhembi, en 1954. L'année suivante, il écrivit des paroles pour des pièces de musique de chambre de Cláudio Santoro. On lui présenta alors un pianiste inconnu, Tom Jobim, à qui il demanda d'écrire la musique de la pièce Orfeu da Conceição ; Jobim composa la musique de Se Todos Fossem Iguais a Você, Um Nome de Mulher et de plusieurs autres chansons. Puis Vinícius fit jouer pour la première fois Orfeu da Conceição au théâtre municipal de Rio le 25 septembre 1956 alors que le projet du film Orfeu Negro, produit par Sacha Gordine et réalisé par Marcel Camus prenait forme. Pour la musique du film, Camus fit appel à Tom Jobim et à Luiz Bonfá. Reparti en France puis en Uruguay pour ses activités diplomatiques (il fut d'ailleurs consul du Brésil au Havre en France), Vinícius publia Livro de Sonetos et Novos Poemas II.

### Les débuts de la Bossa nova
En 1958, la chanteuse Elizeth Cardoso enregistra son album Canção do Amor Demais : ce furent les prémices de la bossa nova, un des mouvements musicaux les plus populaires et importants du Brésil. Cet album était uniquement composé de chansons de Jobim et/ou Vinícius (notamment : Canção do Amor Demais, Luciana, Estrada Branca, Chega de Saudade, et Outra Vez), et João Gilberto y intervenait sur deux pistes. Ce disque fut suivi de ceux de Gilberto seul, qui firent le succès de nombreuses compositions du duo.

### Années 1960 et 1970
Pendant ce temps Orfeu Negro, dont la bande originale était due à Vinícius, Luis Bonfá et Jobim, gagnait de nombreux prix (notamment l'Oscar du meilleur film étranger, la Palme d'Or du Festival de Cannes...).

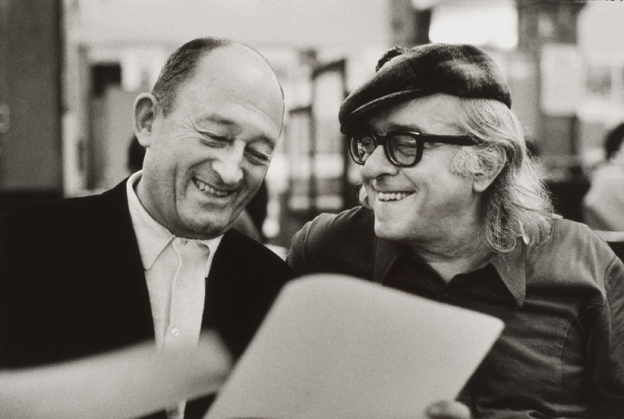
À droite, Vinícius de Moraes à Paris en 1972 avec son ami et éditeur Pierre Seghers. Photo Alecio de Andrade

À partir des années 1960, Vinícius se mit à collaborer avec d'autres musiciens brésiliens, déjà renommés ou qui allaient le devenir : Carlos Lyra, Pixinguinha, Baden Powell, Ary Barroso, Edu Lobo, Francis Hime et surtout Toquinho (son partenaire le plus durable et son meilleur ami). Ses chansons Para uma Menina com uma Flor et Samba da Bênção (composées par Baden Powell) figurent sur la B.O. de Un homme et une femme de Claude Lelouch en 1966.
Les lois sur la censure ayant été renforcées par le régime militaire, il dut quitter ses fonctions diplomatiques à partir de 1968. Il se mit alors à se produire sur scène plus intensivement, notamment aux côtés de Toquinho (mais aussi de Joyce, Jobim...), et surtout hors du Brésil dans un premier temps.
Il meurt, victime d'un œdème pulmonaire, le 9 juillet 1980 dans sa maison de Gavea (Rio de Janeiro) en compagnie de Toquinho et de sa dernière épouse.

## Postérité

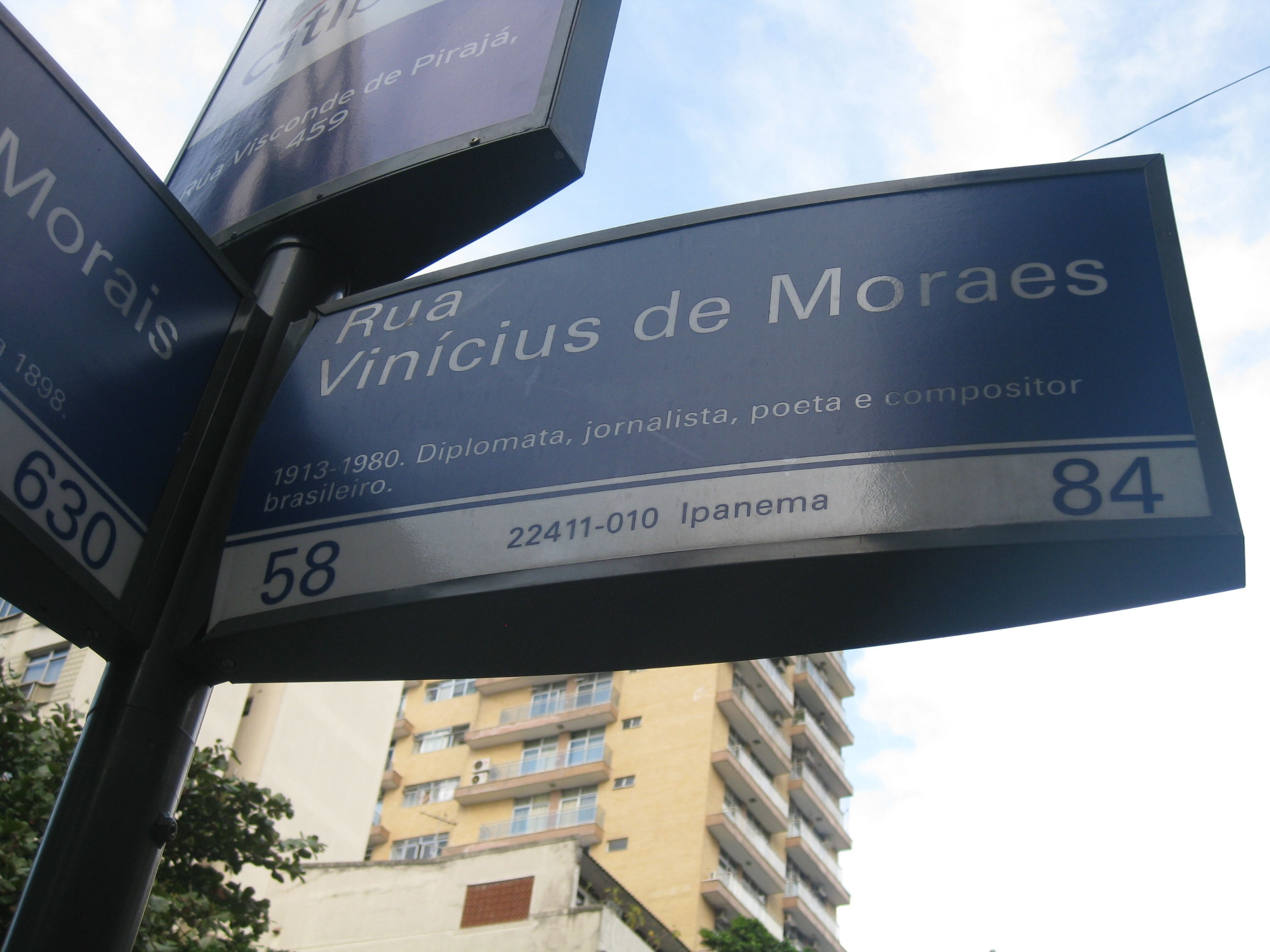
Rue Vinícius de Moraes à Rio.

Vinícius est coauteur de plus de 400 chansons, dont quelques standards de la Bossa nova et un bon nombre de classiques de la chanson brésilienne.
Pour ce qui est de son œuvre proprement poétique, il lui donna moins de sérieux sur la fin de sa vie, mais n'en continua pas moins à publier, enregistrant des disques de poèmes récités.
C'était un original très exubérant, en perpétuel besoin de romantisme (il semblait qu'il se remariait tous les deux ou trois ans), un éternel adolescent dont on s'étonna à sa mort qu'il eût déjà 66 ans.

## Adaptations françaises de ses chansons
- 1959 : Adieu tristesse, adaptation par André Salvet et Marcel Camus de A felicidade (musique d'Antônio Carlos Jobim), interprétée par Gloria Lasso (Super 45 tours, La Voix de son maître)[3]
- 1961 : Il fait gris dans mon cœur, adaptation par Michel Rivgauche de Chega de saudade (musique d'Antônio Carlos Jobim), interprétée par Jacqueline Boyer (Super 45 tours, Columbia Pathé-Marconi)[4]
- 1964 : La Fille d'Ipanema, adaptation par Eddy Marnay de Garota de Ipanema (musique d'Antônio Carlos Jobim), interprétée par Jean Sablon (Super 45 tours, Bel Air)[5]
- 1965 : Ce n'est que de l'eau, adaptation par Pierre Barouh de Água de Beber (musique d'Antônio Carlos Jobim), interprétée par Pierre Barouh (Super 45 tours, Disc'AZ)[6]
- 1966 : Quand tu m'as parlé, adaptation par Franck Gérald et Richard Anthony de Insensatez (musique d'Antônio Carlos Jobim), interprétée par Richard Anthony (album Richard Anthony (1966), Columbia Pathé-Marconi)[7]
- 1966 : Bidonville, adaptation par Claude Nougaro de Berimbau (musique de Baden Powell), interprétée par Claude Nougaro (album Claude Nougaro (1966), Philips)[8]
- 1973 : Plus haut que moi, adaptation par Yves Dessca et Jean-Michel Rivat de Maria vai com as outras (musique de Toquinho), interprétée par France Gall (45 tours S Pathé-Marconi/EMI)[9].
- 1973 : Berceuse, adaptation par Georges Moustaki de Valsa para uma menininha (musique de Toquinho), interprétée par Françoise Hardy (album Message personnel, Warner Bros. Records)[10].
- 1973 : Le Quotidien, adaptation par Georges Moustaki de Cotidiano no 2[Note 1],[11] (musique de Toquinho), interprétée par Georges Moustaki, accompagné par Toquinho à la guitare (album Déclaration, Polydor)[12].
- 1974 : Je suis une guitare, adaptation par Georges Moustaki de Amigos meus[11] (musique de Toquinho[13]), interprétée par Georges Moustaki (album Les Amis de Georges et 45 tours S, Polydor[14]).
- 1991 : Comme disait le poète, adaptation par Dominique Dreyfus de Como dizia o poeta (musique de Toquinho), interprétée par Ralph Thamar (45 tours S Remark Records)[15].
- 2005 : Appel, adaptation et interprétation de Apelo (musique de Baden Powell)  par Bïa (album Cœur vagabond - Coração vagabundo, Sony Music).
- 2006 : Tu sais je vais t'aimer, adaptation par Georges Moustaki de Eu sei que vou te amar (musique d'Antônio Carlos Jobim), interprétée par Henri Salvador avec Gilberto Gil (album Révérence, V2 Records)[16].

## Discographie

### Albums
- Antonio Carlos Jobim / Vinicius De Moraes - Orfeu Da Conceição 2 versions	Odeon 1956
- Antonio Carlos Jobim / Vinicius de Moraes - Brasília - Sinfonia Da Alvorada 3 versions Columbia 1961
- Vinícius & Odette Lara - Vinicius & Odette Lara 9 versions Elenco 1963
- Baden e Vinicius - Os Afro Sambas 23 versions Forma (2) 1966
- Vinícius: Poesia E Canção Vol. II (LP, Album) Forma (2) 106 VDL 1966
- Vinícius: Poesia E Canção (LP, Album) Forma (2) 105 VDL 1966
- Vinicius / Caymmi Com o Quarteto Em Cy e o Conjunto Oscar Castro Neves - No Zum Zum 12 versions Elenco 1967
- Vinicius de Morales*, Giuseppe Ungaretti, Sergio Endrigo - La Vita, Amico, È L'Arte Dell'Incontro 5 versions Cetra 1969
- Em Portugal (LP, Album) Festa IG 79.034 1969
- Amália Rodrigues & Vinicius De Moraes - Amália/Vinicius 6 versions Decca 1970
- Vinicius De Moraes con Maria Creuza y Toquinho - En "La Fusa" Con Maria Creuza Y Toquinho 21 versions Diorama 1970
- Vinicius De Moraes, Marilia Medalha & Toquinho - Como Dizia O Poeta... 12 versions RGE Discos 1971
- Vinicius De Moraes E Toquinho - Recital Toquinho/Vinicius De Moraes 2 versions RGE Discos 1971
- Vinicius + Maria Bethania + Toquinho - En La Fusa (Mar Del Plata) 27 versions Trova, Trova 1971
- L'Arca - Canzoni Per Bambini Di Vinicius De Moraes 6 versions Cetra 1972
- Marilia Medalha & Vinicius De Moraes - Marilia Vinicius 2 versions Roda Fermata 1972
- Canta "Nossa Filha Gabriela" (LP, Album)	Polydor	2451 008 1972
- Vinicius* Con Toquinho - Per Vivere Un Grande Amore 4 versions Fonit Cetra 1974
- Autografos de Sucesso (LP, Album)	Fontana	6488033	1974
- Ornella Vanoni / Vinicius De Moraes / Toquinho - La Voglia La Pazzia L'Incoscienza L'Allegria 23 versions Vanilla 1976
- Edu Lobo & Vinicius de Moraes - Deus Lhe Pague (LP, Album) EMI SMOFB 3919 1976
- Tom* & Vinicius* & Toquinho & Miucha - Gravado Ao Vivo No Canecão 8 versions Som Livre 1977
- Antologia Poetico 2 versions Série De Luxo 1977
- Maria Creuza / Vinicius De Moraes / Toquinho - O Grande Encontro De 4 versions Gala (2) 1979
- A Arca De Noé 2 versions
- Vinicius De Moraes & Carlos Drummond De Andrade - Vinicius & Drummond (LP, Promo)	Philips	6842 134	1981
- Toquinho, Vinicius* - Music Do Brazil (Cass, Album) Jugodisk, Ariola BDS-2044 1981
- Arca De Noé 2 2 versions Ariola 1982
- Baden Powell E Vinicius De Moraes - Brani Rari E Inediti 2 versions Maracanà 1982
- Se Todos Fossem Iguais A Você - A Música De Vinicius Com Piano, Orgão E Coral (LP, Album, Promo)	Som Livre 403.6252 1982
- Vinicius De Moraes, Quarteto Em Cy E Toquinho - Antologia - Gravado Ao Vivo Em Homenagem Aos 3 Pablos: Picasso, Casals E Neruda 2 versions	Rádio Triunfo Internacional 1983
- Maria Creuza, Toquinho, Vinicius De Moraes - Untitled (LP, Album)	Sigla 7707 1985
- Maria Creuza, Vinicius De Moraes, Toquinho, Sebastiao Tapajos - MARIA CREUZA (2xLP, Album)	Pasion Cía. Discográfica S.A. 6P 006 1-2 1989
- En Sao Paulo Con Quarteto Em Cy y Toquinho (CD, Album, RE) Alfa Records (3) AFCD 3-4 1990
- Vinicius*, Clara*, Toquinho - Poeta, Moça E Violão (3xLP, Album, Gat) Collector's Editora Ltda, Collector's Editora Ltda, Collector's Editora Ltda 101.751, 101.752, 101.753 1991
- Antonio Carlos Jobim & Vinicius De Moraes - Les Plus Belles Chansons De Antonio Carlos Jobim & Vinicius De Moraes (CD, Album) Kardum	Kar 138	1991
- Préférences (CD, Album, RE) EMI Music France 252 640-2 1991
- Vinicius De Moraes, Toquinho, Maria Creuza - A Felicidade 2 versions Saludos Amigos 1992
- Minha História (CD, Album, RM)	Polygram do Brasil Ltda. 314-510457-2 1993
- Con Maria Creuza Y Toquinho (CD, Album) DiscMedi Blau DM133 CD 1 1996
- Antonio Carlos Jobim, Vinicius De Moraes - Ao Vivo 3 versions Jobim Music	2000
- Live In Buenos Aires (CD, Album)	Circular Moves CIM 7009 2002
- A Arca De Noé (CD, Album)	Sony Music 88883738162 2013
- Tom Jobim*, Vinicius De Moraes, João Gilberto, Os Cariocas - Um Encontro No Au Bon Gourmet (LP, Album, Ltd, Num, RE, 140) Doxy Music ACV2046 2015

### Singles & EPs
- Vinicius De Moraes, Paulo Mendes Campos - Poesias Vol. II (10")	LPP	0002	1957
- Antonio Carlos Jobim, Vinicius De Moraes - Brasilia - Sinfonia Da Alvorada (12", six)	Columbia	33001	1961
- Vinicius De Moraes & Baden Powell - Canto De Ossanha | Tristeza E Solidão (7")	Forma (2)	100.001	1966
- Samba Da Benção (7", Single)	Elenco	CE - 52	1968
- Nicolau Breyner, Vinicius De Moraes - Na Tonga Da Mironga Do Kabuletê (7")	Movieplay	SON 100.014	1971
- Samba Da Benção • Dia Da Criação • Brôto Maroto (7")	Philips	6245 005	1971
- Vinicius De Moraes Avec Maria Creuza Et Toquinho - Garota De Ipanema (La Fille D'Ipanema) / A Felicidade (Orfeo Negro) (7")	Columbia	2C 006-94230	1973
- Toquinho, Vinicius De Moraes - Paiol De Pólvora / No Colo Da Serra - Temas Originais Da Novela O Bem-Amado (7")	RGE Discos	301.0072	1973
- Vinicius De Moraes, Toquinho - Il Porcellino (7", Single)	Cetra	SPB 39	1975
- Vinicius De Moraes E Toquinho - L'Aria (7")	Cetra	SPB 40	1975
- Ornella Vanoni, Vinicius De Moraes E Toquinho - Semaforo Rosso / Samba Della Rosa 2 versions	Vanilla		1976
- Vinicius De Moraes, Marilia Medalha & Toquinho - A Tonga Da Mironga Do Kabuletê (7", Single)	Zafiro	00X-293	1976
- Ornella Vanoni - Vinicius De Moraes - Toquinho - La Voglia La Pazzia / Senza Paura 4 versions	Zafiro		1976
- Maria Bethânia, Vinicius De Moraes, Toquinho - Viramundo / El Día De La Creación (7")	CBS	CBS 4448	1976
- Receita de Mulher (7", EP)	Philips	P 37 501 PE	Unknown
- Poemas E Canções (7", EP)	Decca	PEP 1286	Unknown
- Astronauta / Berimbau (7", Single, Mono)	Elenco	CE-5	Unknown
- Vinicius E Caymmi No Zum...Zum (7", Single, Mono)	Elenco	CE-18	Unknown

### Compilations
- Antonio Carlos Jobim, Vinicius De Moraes, Sylvia Telles, Roberto Menescal, Baden Powell, Nara Leão, Edu Lobo, Tamba Trio, Quarteto em Cy, MPB4, Aloysio de Oliveira - O Máximo da Bossa 2 versions	Elenco		1967
- Luiz Gonzaga & Humberto Teixeira / Assis Valente / Jair Amorim & Evaldo Gouveia / Tom Jobim* / Cartola & Nelson Cavaquinho / Roberto Carlos / Joubert De Carvalho / Edu Lobo / Herivelto Martins / Caetano Veloso / Orestes Barbosa / Vinicius De Moraes - História Da Música Popular Brasileira - 13 To 24 (Box + 12x10", Comp, Gat)	Abril Cultural, Abril Cultural, Abril Cultural, Abril Cultural, Abril Cultural, Abril Cultural, Abril Cultural, Abril Cultural, Abril Cultural, Abril Cultural, Abril Cultural, Abril Cultural	MPB 13, MPB 14, MPB 15, MPB 16, MPB 17, MPB 18, MPB 19, MPB 20, MPB 21, MPB 22, MPB 23, MPB 24	1970
- História Da Música Popular Brasileira (10", Comp, Gat)	RCA	MPB 24	1971
- Vinicius De Moraes, Toquinho, Maria Bethânia, Jorge Ben, Paulinho Nogueira - A Tonga Da Mironga Do Kabulete (LP, Comp)	RGE Discos	RSP 34128	1971
- A Arte De Vinicius De Moraes 6 versions	Philips		1976
- Vinicius De Moraes, Toquinho, Sebastiao Tapajos, Maria Creuza, Maria Nazareth, Arnaldo Henriques, Pedro Dos Santos, Nana Caymmi - Los Habitantes Del Sonido De Brasil (LP, Album, Comp)	Trova	NTROVA-12010	1976
- Maria Bethânia / Chico Buarque / Gal Costa / Jorge Ben / Elis Regina / Gilberto Gil / Jair Rodrigues / Baden Powell / Caetano Veloso / Vinicius De Moraes / Nara Leão / MPB-4* - Palco Corpo E Alma (3xLP, Comp + Box, Comp)	Philips, Philips, Philips	9299 222, 9299 223, 9299 224	1976
- Vinicius De Moraes - Nova História Da Música Popular Brasileira (10", Comp)	Abril Cultural	HMPB-19	1977
- Testamento... 3 versions	RGE		1980
- As Musicas de Vinicius de Moraes (LP, Comp)	CID	4093	1980
- Marcus Vinicius da Cruz de Mello Moraes (2xLP, Comp)	Som Livre	4221001B	1980
- A Mulher, O Amor, O Sorriso E Flor (4xLP, Comp + Box)	Polygram	668 5112	1980
- Testamento...Vol. 2 2 versions	RGE		1981
- A Arca De Noé (LP, Comp)	Ariola	201 612	1982
- Vinicius - História Da Música Popular Brasileira (LP, Comp)	Abril Cultural	CGC 61.126.074/0002-44	1982
- Testamento... Vol. 3 (LP, Comp)	RGE	303.6014	1982
- Vinicius De Moraes, Quarteto Em Cy Y Toquinho - Show Grabado En Vivo En El Teatro Tuca De Sao Paulo 1974 (2xLP, Comp, RE)	Epic	EPC 88633	1983
- Toquinho & Vinicius De Moraes - Cinco Anos Sem Vinicius (LP, Comp)	RGE	308.6076	1985
- Testamento Volume 2 - A Música E A Poesia De Vinicius (LP, Comp)	RGE	303.6080	1987
- Testamento Volume 1 (LP, Comp)	RGE	303.6079	1987
- Toquinho E Vinicius - Convite Para Ouvir (2xLP, Comp)	RGE	334.6005	1988
- 10 Anos Sem Vinicius 2 versions	RGE		1990
- Vinicius De Moraes, Maria Creuza, Toquinho - La Musique Et La Poesie De Vinicius De Moraes (2xLP, Comp)	Pasion Cía. Discográfica S.A.	6P-001/1-2	1990
- João Gilberto - Astrud Gilberto - Toquinho - Vinicius De Moraes - Maria Creuza - The Girl From Ipanema (CD, Comp)	Saludos Amigos	CD 62022 AAD	1992
- Vinicius De Moraes, Maria Creuza, Toquinho - Tristeza And Other Successes (CD, Comp)	Zillion Records	2611072	1992
- 80 Anos De Poesia 2 versions	RGE		1993
- Toquinho, Vinicius De Moraes - Convite Para Ouvir Toquinho E Vinicius (2xLP, Comp)	RGE Discos	3446005	1993
- Vinicius De Moraes, Toquinho, Maria Creuza - Brasil I (CD, Comp)	F&G Editores	BRASIL-1-E	1996
- Toquinho & Vinícius* - Toquinho & Vinícius (2xCD, Comp)	Discmedi	DM 262 02	1997
- No Tempo Da Bossanova (CD, Album, Comp)	Polygram	5269592	1998
- Antonio Carlos Jobim, Vinicius De Moraes - Leurs Plus Belles Chansons (2xCD, Comp)	Iris Musique, Arco Iris (2)	3001 828	2000
- Universo Latino 4 (CD, Comp)	Eurotropical Muxxic	8431588903421	2001
- Serie Gold CD (CD, Comp)	Universal	04400188332	2002
- Vinicius 90 Anos (2xCD, Comp) Som Livre 5010-2	2003
- Vinicius Canta Vinicius 2 versions I Play	2008
- Baden Powell, Vinicius De Moraes - Os Afro Sambas / A Vontade (CD, Comp)	Él, Cherry Red	ACMEM137CD	2008
- Vinicius De Moraes (CD, Comp) Mediafashion MPCD091643 2008
- 2 Lados (2xCD, Comp) Universal 60252736535 2010
- A Benção, Vinícius - A Arca do Poeta (20xCD, Comp, RE, Box)	Universal Music	60253726804	2013
- Vinicius Porteño - La Fusa (2xCD, Comp, RE, RM, Dig), Som Livre, Som Livre, Som Livre	3478-2, 3476-2, 3477-2, 2014
- Modernism And Bossa Nova (CD, Comp), Él, ACMEM265CD, 2014
- Vinicius De Moraes, Maria Creuza, Toquinho - Vinicius De Moraes - Maria Creuza - Toquinho (CD, Comp), Pasion Cía

### Vidéos
- Vinicius, Toquinho, Jobim, Miùcha - Live@RTSI - 18 Ottobre 1978 3 versions RTSI Televisione Svizzera		2002

## Filmographie
- 1976 : Carioca tigre de Giuliano Carnimeo

## Œuvres littéraires

### Théâtre
- As Feras
- Cordélia e o Peregrino malvado
- Orfeu da Conceição
- Procura-se uma Rosa

### Poésie
- Vinicius de Moraes (com ilustrações por Marie Louise Nery), A arca de Noé, Editora Sabiá, Rio de Janeiro, 1970
- Antología poética, Editions Visor Libros, S.L., Coll. Visor de Poesía, 2002
- Para vivir un gran amor / To Live a Great Love, Editions Literatura Random House, Coll. Literatura Mondadori, 2001

### Traductions françaises
- La maison, illustr. Aurélia Fronty, trad. fr. Laura Tamiana, Éditions Rue du monde, coll. Petits géants du monde, 20 p., 2008.
- Recette de femme, cinq élégies et autres poèmes, préf. Véronique Mortaigne, trad. fr. Jean-Georges Rueff, édition bilingue, Paris, Chandeigne, 2012.
- Je te demande pardon pour t'aimer tout à coup, éd. bilingue, trad. fr. Jean-Georges Rueff, Paris, Éditions Seghers, 176 p., 2024  (ISBN 978-2232147708).